# Kerambitan (plaats)
Kerambitan is een bestuurslaag in het regentschap Tabanan van de provincie Bali, Indonesië. Kerambitan telt 2757 inwoners (volkstelling 2010).